# Gosen (Niigata)
Gosen (jap. 五泉市, -shi) ist eine Stadt im Landesinneren der Präfektur Niigata auf Honshū, der Hauptinsel von Japan.

## Geographie
Gosen liegt südlich von Niigata und östlich von Sanjō.

## Geschichte
- Am 3. November 1954 entstand die Stadt Gosen durch Vereinigung der ehemaligen Gemeinden Gosen, Sumoto, Kawato und Hashida.
- 1955 kam ein Teil von Gejō-mura und ein Teil von Sugana-mura dazu.
- 1957 kam ein Teil von Shinseki-mura dazu.
- 2006 wurde die Stadt Gosen aufgelöst. Unter Einbeziehung von Muramatsu entstand die neue Stadt Gosen.

## Verkehr

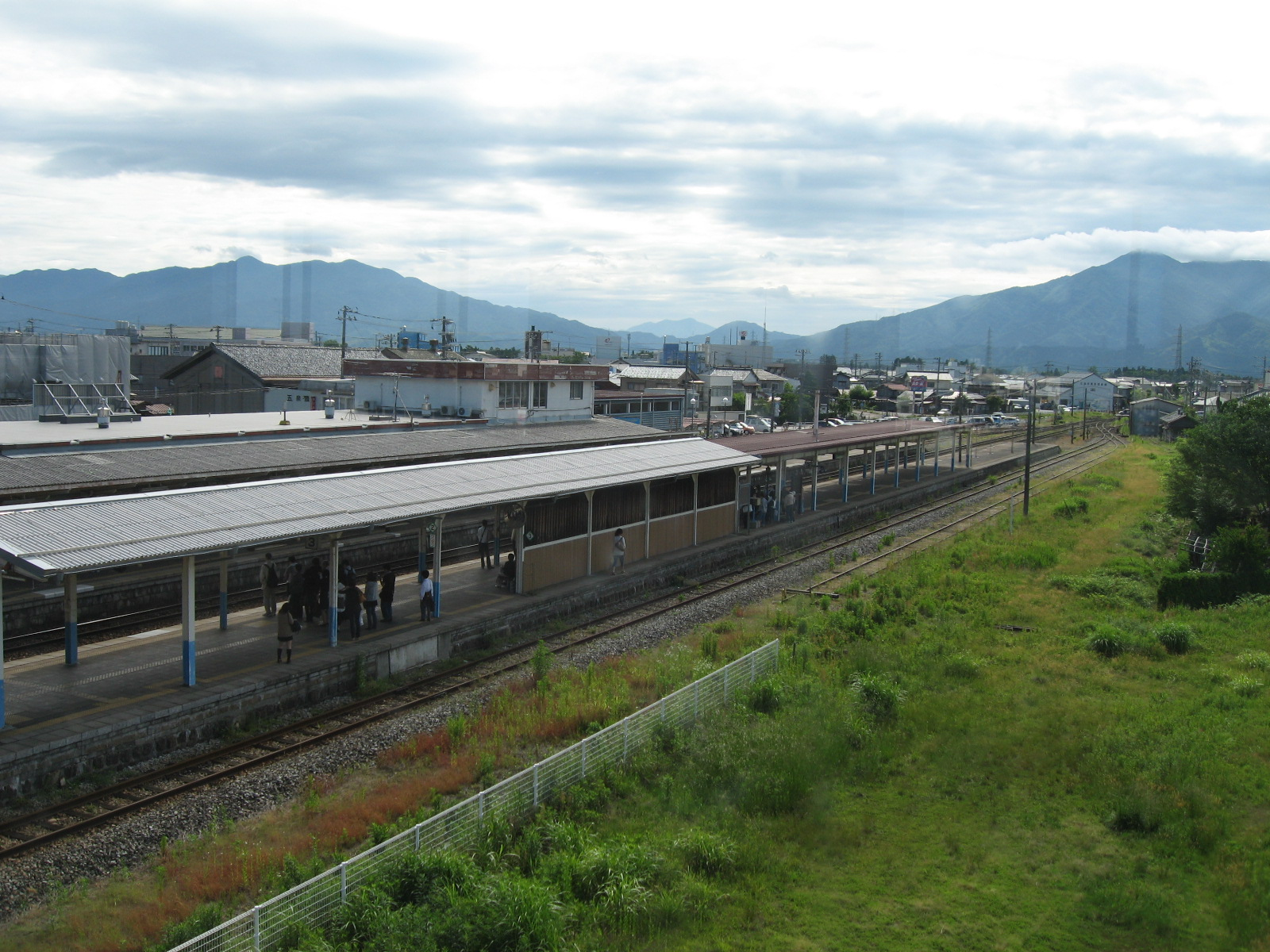
Bahnhof Gosen

- Straße:
  - Ban’etsu-Autobahn
  - Nationalstraße 290
- Zug:
  - JR Ban’etsu-Westlinie

## Söhne und Töchter der Stadt
- Sawao Katō (* 1946), Kunstturner
- Yoshifumi Kondō (1950–1998), Animator, Regisseur für Anime
- Kazuya Tsurumaki (* 1966), Filmregisseur für Anime
- Hiromasa Ishikawa (* 2002), Fußballspieler

## Angrenzende Städte und Gemeinden

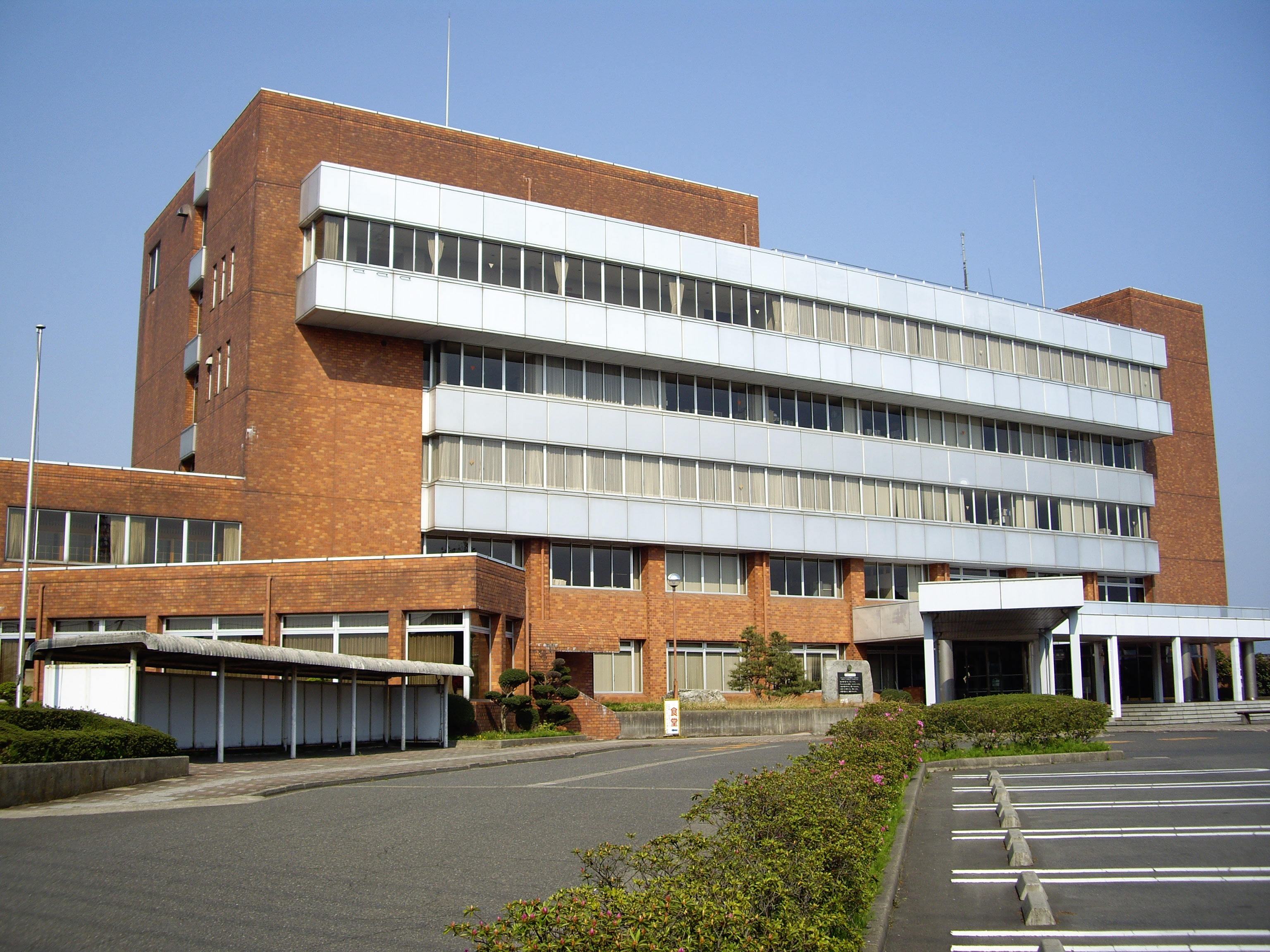
Rathaus

- Sanjō
- Niigata
- Kamo
- Agano
- Tagami
- Aga